# Izawa Takushi
Izawa Takushi (伊沢拓司?  Sakuragawa, 16 de mayo de 1994) es un jugador de concursos, youtuber, emprendedor y personalidad televisiva japonés. Es el fundador del grupo de YouTube QuizKnock. Fue apodado como «Quiz King of Tokyo University» (東大出身のクイズ王?) o simplemente Quiz King.

## Biografía
Nacido en la prefectura de Saitama, luego se mudó a la prefectura de Ibaraki y fue hijo único en un hogar con dos ingresos. Su padre es Takashi Izawa, un extrabajador de oficina de Yomeishu Seizo Manufacturing Company. Su padre le introdujo a la lectura. Cuando estaba en la escuela primaria, se interesó por el fútbol e investigó sobre diversos temas, incluidos los participantes de la Copa Mundial de Fútbol. Dijo que esta fue la primera vez que descubrió «la diversión de adquirir conocimiento». Se graduó de la Escuela Secundaria Kaisei en Tokio, donde se convirtió en la primera persona en ganar la división individual del Campeonato de Concursos de Escuelas Secundarias de Todo Japón dos veces consecutivas, haciéndolo en 2010 y 2011. Se matriculó en la Facultad de Economía de la Universidad de Tokio, donde pasó a formar parte del Club de Preguntas y Respuestas de la universidad. Intentó matricularse en un maestría en economía, pero fue rechazado y en su lugar fue a la Facultad de Agricultura. Estuvo en una relación de tres meses cuando tenía 20 años.
El 2 de octubre de 2016, fundó el grupo de medios y YouTube QuizKnock con sus compañeros del club de la Universidad de Tokio, convirtiéndose en su jefe de redacción. El grupo comenzó creando cuestionarios en línea. En una entrevista con The Japan News, dijo que fundó el grupo porque «quería crear un sistema que animara a la gente a buscar información de forma proactiva». Izawa abandonó la universidad en marzo de 2019; luego fundó QuizKnock Co., Ltd. y se graduó en el programa de TBS Toudai King.